# Dodge Viper
Dodge Viper (od roku 2012 SRT Viper) byl sportovní automobil s motorem V10 od divize Dodge firmy Chrysler LLC. V roce 1989 byl vyroben koncept a v roce 1992 začala sériová výroba dvousedadlových automobilů značky Dodge Viper.

## První generace (1992–2002)

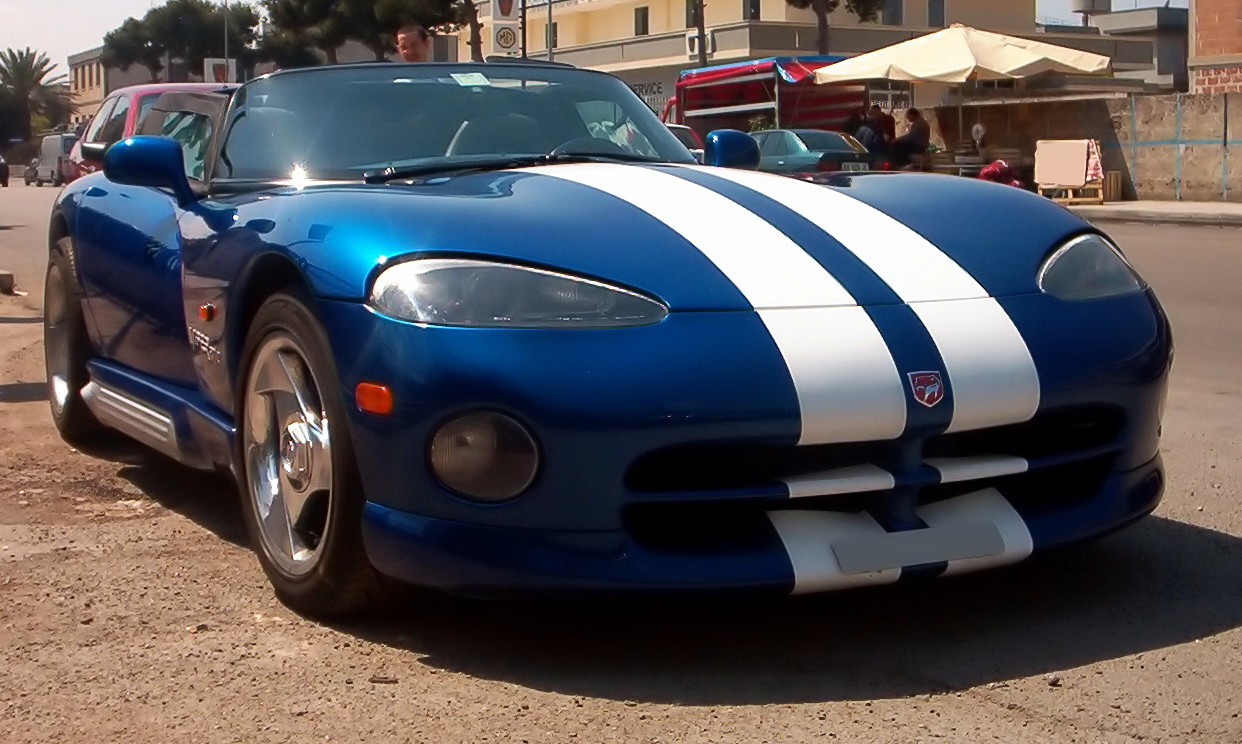
Dodge Viper RT/10

## Motor
- Převodovka: 6-stup. mechanická
- Náhon: Zadní
- Pohon motoru: Zážehový
- Palivo: Natural
- Počet válců: 10
- Počet ventilů: 20
- Spotřeba: 12,0 l na 100 km
- Výkon: 380 kW
- Maximální rychlost: 306 km/h
- Zrychlení z 0-100: 4,0 sec.
- Zrychlení z 0-160: 12,0 sec

## Viper RT/10
RT/10 je roadster. Jeho první prototyp byl testován v lednu 1989. Roku 1991 se poprvé uvedl jako safety car v závodu Indianapolis 500 a jeho prodej začal v roce 1992. 

Kromě chybějící střechy (k dispozici byla skládací plátěná) a postranních oken, nemělo auto ani vnější kliky u dveří. Auto se proslavilo v seriálu Zmije.
Vrcholem auta byl jeho motor, který produkoval 400 koňských sil (298 kW) při 4600 ot./min. Ten byl ale nejprve moc těžký, a tak v Lamborghini vyměnili původní litinu za hliníkovou slitinu. Maximální rychlost byla 290 km/h. 

Auto mělo trubkový rám z oceli, k němuž byly připevněny sklolaminátové díly karoserie.

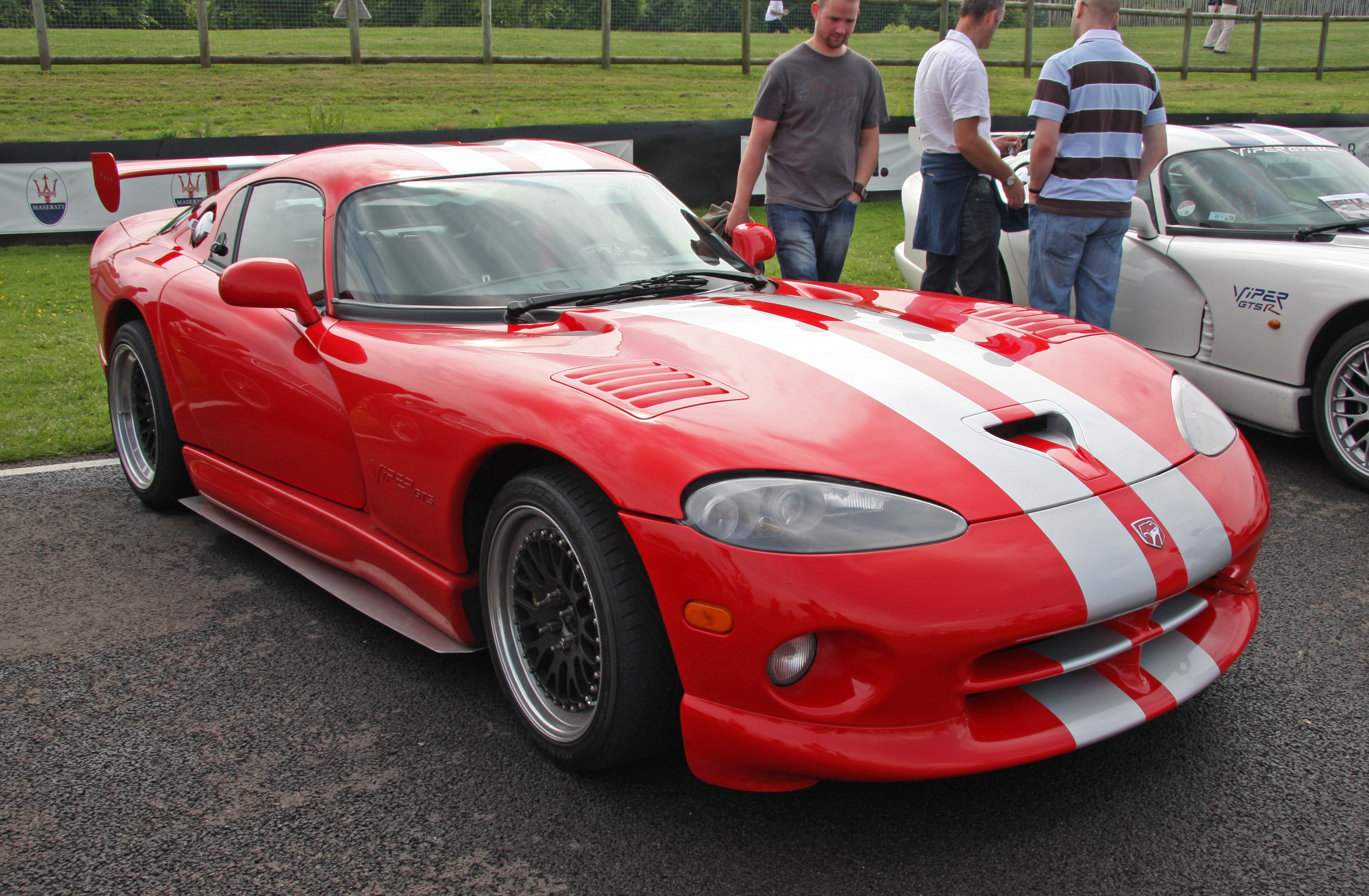
Dodge Viper GTS

## Viper GTS
Uzavřené coupé, nazývané Viper GTS, následovalo v roce 1996. Stejně jako jeho předchůdce bylo vybráno jako safety car pro Indianapolis 500.

Zajímavým rysem byla tzv. Double Bubble střecha - mírně zvednutá nad každým sedadlem. Dalším rozdílem byl např. silnější motor a kompletně přepracovaný podvozek, který byl o 27 kg lehčí.
Po vylepšení výkonu přišel na řadu i luxus. Roku 1996 byly autu přidány dva přední airbagy.
V prvních šesti letech jich bylo prodáno asi 10 000. 

Roku 2002 byl oslaven konec druhé generace vyrobením 360 modelů z tzv. "Final Edition". Ty byly červené s bílými pruhy.

## Druhá generace (2003–2010)

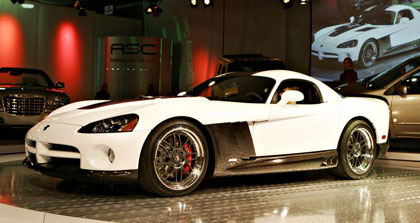
Dodge Viper ACS

Roku 2003 podstoupil Dodge Viper velkou změnu designu. Nový SRT-10 měl ostřejší a šikmější karosérii a stal se z něj kabriolet. Nový motor vážil 230 kg a poskytoval 500 koňských sil (370 kW). Podvozek byl pevnější a lehčí o 36 kg. 
V roce 2004 oznámil Dodge edici Mamba. Tyto vozy měly černý interiér s červenými švy. Byly o 3000 dolarů dražší a vyrobeno jich bylo pouze 200.
Roku 2005 byl představen nový Viper SRT-10 Coupe. Ten vypadal skoro stejně jako GTS a opět se u něj objevila Double Bubble střecha.

## Dodge Viper SRT-10 ACR
Dodge Viper SRT-10 ACR projel náročnou Severní smyčkou Nürburgringu v čase 7:22,1, což je o dost rychleji, než to zvládne Corvette ZR-1 či Nissan GT-R. Vděčí za to zejména masivnímu přítlačnému křídlu (ve 240 km/h generuje přítlak 455 kg), závodnímu podvozku a obřímu motoru V10 8.4 pod kapotou. S výkonem 600 koní jistě nemá problémy zdolat mírné stoupání na dlouhé rovince v závěrečné pasáži legendárního okruhu rychlostí 300 km/h.

## Dodge Viper SRT-10 Final Edition
V rámci této EDICE vzniklo pouhých pět desítek automobilů, jež se vyznačují možností pestrého výběru, k mání mají být karosérie kupé i roadster. Vyrobeno bylo 20 kupé, 18 roadsterů a 12 vozů ACR. Dne 11. července 2010 sjel z výrobní linky poslední Dodge Viper na světě. V roce 2012 by se však měl Dodge Viper vrátit.

## Ukončení výroby
V červenci 2017 oznámil Fiat Chrysler ukončení výroby Dodge Viper z důvodu nedostatečného prodeje. Výroba byla ukončena 31. srpna 2017.